# Maksim Fomin
Maksim Fomin (* 12. Oktober 2000 in Visaginas, Bezirk Utena) ist ein litauischer Biathlet, der seit 2020 im Weltcup startet.

## Sportliche Laufbahn
Maksim Fomin betreibt seit 2011 Biathlon. Erstmals trat er bei den Jugendweltmeisterschaften 2017 in Erscheinung, kam aber auf hinteren Rängen ins Ziel. Anfang 2019 gab er seinen Einstand im IBU-Cup in Duszniki-Zdrój und wurde 89. des Sprintrennens. Wenig später gab es einen großen Erfolg, bei der Jugend-WM in Osrblie lief der Litauer in Sprint und Verfolgung unter die besten Zehn. Nach einer wenig erfolgreichen Saison im IBU-Cup gab Fomin Ende 2020 sein Debüt im Weltcup von Kontiolahti. In Oberhof bestritt er erstmals eine Staffel, in Antholz eine Woche später ging es auf einen guten Rang 14. Ziemlich erfolgreich verlief auch der Winter 2021/22, in Sjusjøen ging es Anfang Dezember im Sprint auf Rang 13 und auch im weiteren Winter gelangen ihm Punktgewinne auf der zweithöchsten Rennebene. Nach einer gelungenen Juniorenweltmeisterschaft lief er zum Ende der Saison erneut im Weltcup und stellte mit Rang 71 in Oslo ein Bestergebnis auf. Der größte Erfolg des Litauers folgte im August 2022, als er durch vier fehlerfreie Schießeinlagen den Supersprint bei den Sommerbiathlonweltmeisterschaften der Junioren für sich entscheiden konnte.
Zu Beginn der Folgesaison gab es beim Weltcup von Kontiolahti für die litauische Männerstaffel ein historisch gutes Ergebnis, Fomin übernahm das Rennen an fünfter Stelle von Karol Dombrovski und führte das Team schließlich auf Rang 8 ins Ziel. In Hochfilzen erreichte er als 54. des Sprints seinen ersten Weltcupverfolger, bei der EM erzielte er mit der Mixedstaffel um Natalija Kočergina, Gabrielė Leščinskaitė und Nikita Romanov Rang 10. Wenig erfolgreich endeten seine ersten Weltmeisterschaften, dafür verbesserte er sein bisheriges Topresultat im Weltcup als 52. des Einzels in Östersund kurz vor Saisonende. Bei den Sommerbiathlon-Weltmeisterschaften 2023 trat Fomin erstmals in der Erwachsenenkategorie an und überraschte mit dem fünften Rang im Sprint, wobei ihm nur gut zwei Sekunden auf eine Medaille fehlten. Die Weltcupsaison verlief ähnlich wie die vorherige: Der 23-Jährige erreichte in Einzelrennen drei Platzierungen unter den besten 60, nahm ohne großen Erfolg an den Weltmeisterschaften teil und erzielte bei der Europameisterschaft einen weiteren zehnten Rang, diesmal in der Single-Mixed-Staffel.
Im Winter 2024/25 erzielte Fomin mehrere persönliche Bestleistungen, so lief er im Kurzeinzel auf der Pokljuka auf Platz 45 und belegte im Einzel der Weltmeisterschaften Rang 40. In Ruhpolding lief er zudem gemeinsam mit Vytautas Strolia, Nikita Čigak und Karol Dombrovski im Staffelwettkampf auf Platz zehn.

## Persönliches
Fomin lebt in Vilnius.

## Statistiken

### Weltcupplatzierungen
Die Tabelle zeigt alle Platzierungen (je nach Austragungsjahr einschließlich Olympische Spiele und Weltmeisterschaften).
- 1.–3. Platz: Anzahl der Podiumsplatzierungen
- Top 10: Anzahl der Platzierungen unter den ersten zehn (einschließlich Podium)
- Punkteränge: Anzahl der Platzierungen innerhalb der Punkteränge (einschließlich Podium und Top 10)
- Starts: Anzahl gelaufener Rennen in der jeweiligen Disziplin
- Staffel: inklusive Mixed- und Single-Mixed-Staffeln

| Platzierung               | Einzel | Sprint | Verfolgung | Massenstart | Staffel | Gesamt |
| ------------------------- | ------ | ------ | ---------- | ----------- | ------- | ------ |
| 1. Platz                  |        |        |            |             |         |        |
| 2. Platz                  |        |        |            |             |         |        |
| 3. Platz                  |        |        |            |             |         |        |
| Top 10                    |        |        |            |             | 2       | 2      |
| Punkteränge               |        |        |            |             | 25      | 25     |
| Starts                    | 8      | 22     | 3          |             | 25      | 58     |
| Stand: Saisonende 2024/25 |        |        |            |             |         |        |

### Biathlon-Weltmeisterschaften

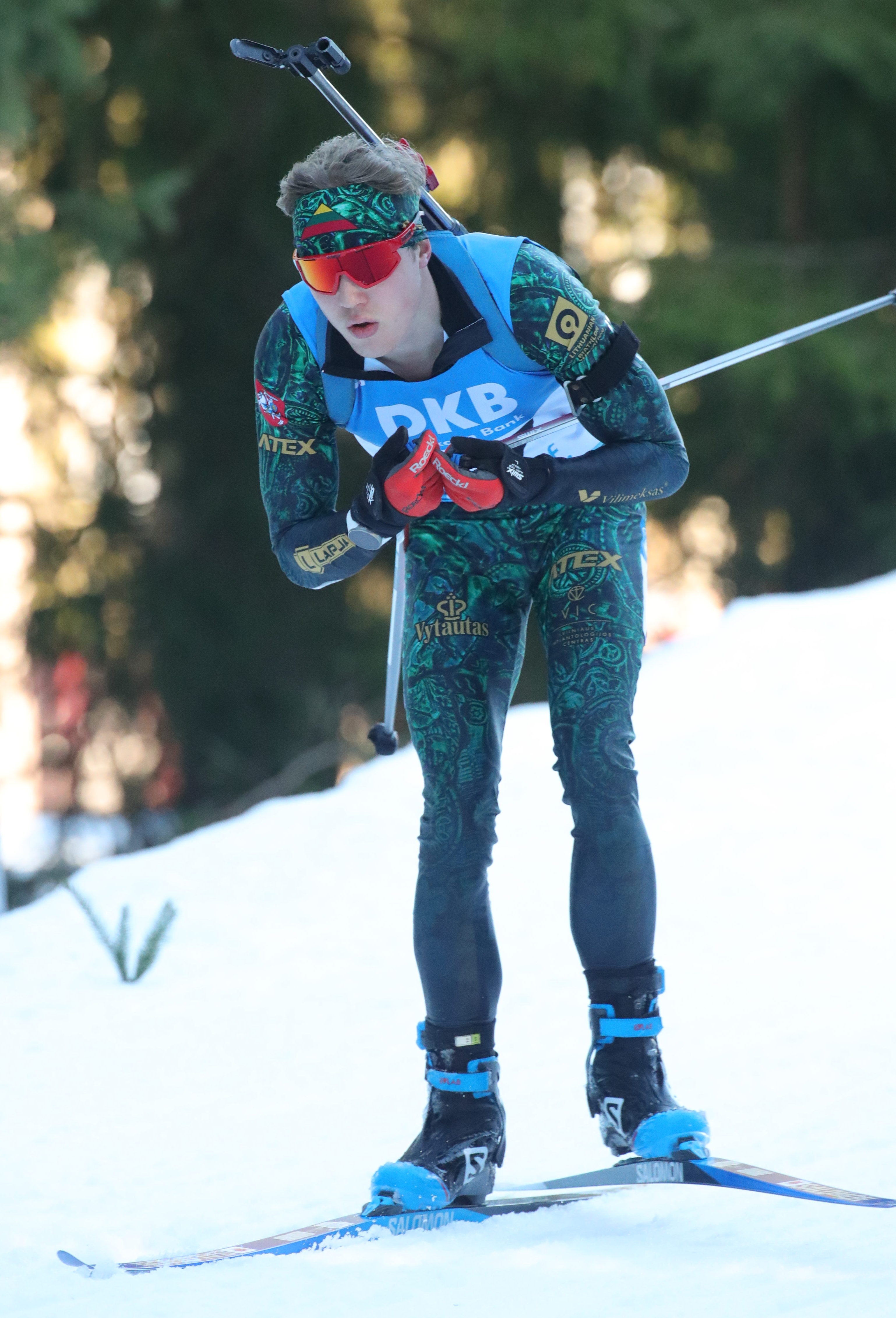
Fomin bei den Weltmeisterschaften 2023

Ergebnisse bei den Weltmeisterschaften:
| Weltmeisterschaften | Weltmeisterschaften | Einzelwettbewerbe | Einzelwettbewerbe | Einzelwettbewerbe | Einzelwettbewerbe | Staffelwettbewerbe | Staffelwettbewerbe | Staffelwettbewerbe |
| Jahr                | Ort                 | Einzel            | Sprint            | Verfolgung        | Massenstart       | Herrenstaffel      | Mixedstaffel       | S.-M.-Staffel      |
| ------------------- | ------------------- | ----------------- | ----------------- | ----------------- | ----------------- | ------------------ | ------------------ | ------------------ |
| 2023                | Oberhof             | 98.               | 95.               | –                 | –                 | 16.                | –                  | –                  |
| 2024                | Nové Město          | 65.               | 79.               | –                 | –                 | 20.                | 17.                | –                  |
| 2025                | Lenzerheide         | 40.               | 70.               | –                 | –                 | 18.                | 16.                | –                  |

### Jugend-/Juniorenweltmeisterschaften
Fomin nahm bis 2019 an den Jugend-, ab 2020 an den Juniorenwettkämpfen teil.
| Weltmeisterschaften | Weltmeisterschaften | Einzelwettbewerbe | Einzelwettbewerbe | Einzelwettbewerbe | Herrenstaffel |
| Jahr                | Ort                 | Einzel            | Sprint            | Verfolgung        | Herrenstaffel |
| ------------------- | ------------------- | ----------------- | ----------------- | ----------------- | ------------- |
| 2017                | Osrblie             | 76.               | 53.               | 60.               | –             |
| 2018                | Otepää              | 54.               | 73.               | –                 | 16.           |
| 2019                | Osrblie             | 15.               | 7.                | 8.                | 18.           |
| 2020                | Lenzerheide         | 44.               | 58.               | 51.               | 12.           |
| 2021                | Obertilliach        | 32.               | 75.               | –                 | 20.           |
| 2022                | Soldier Hollow      | 9.                | 13.               | 12.               | 10.           |